# ИВЕКО-Мотор Сич

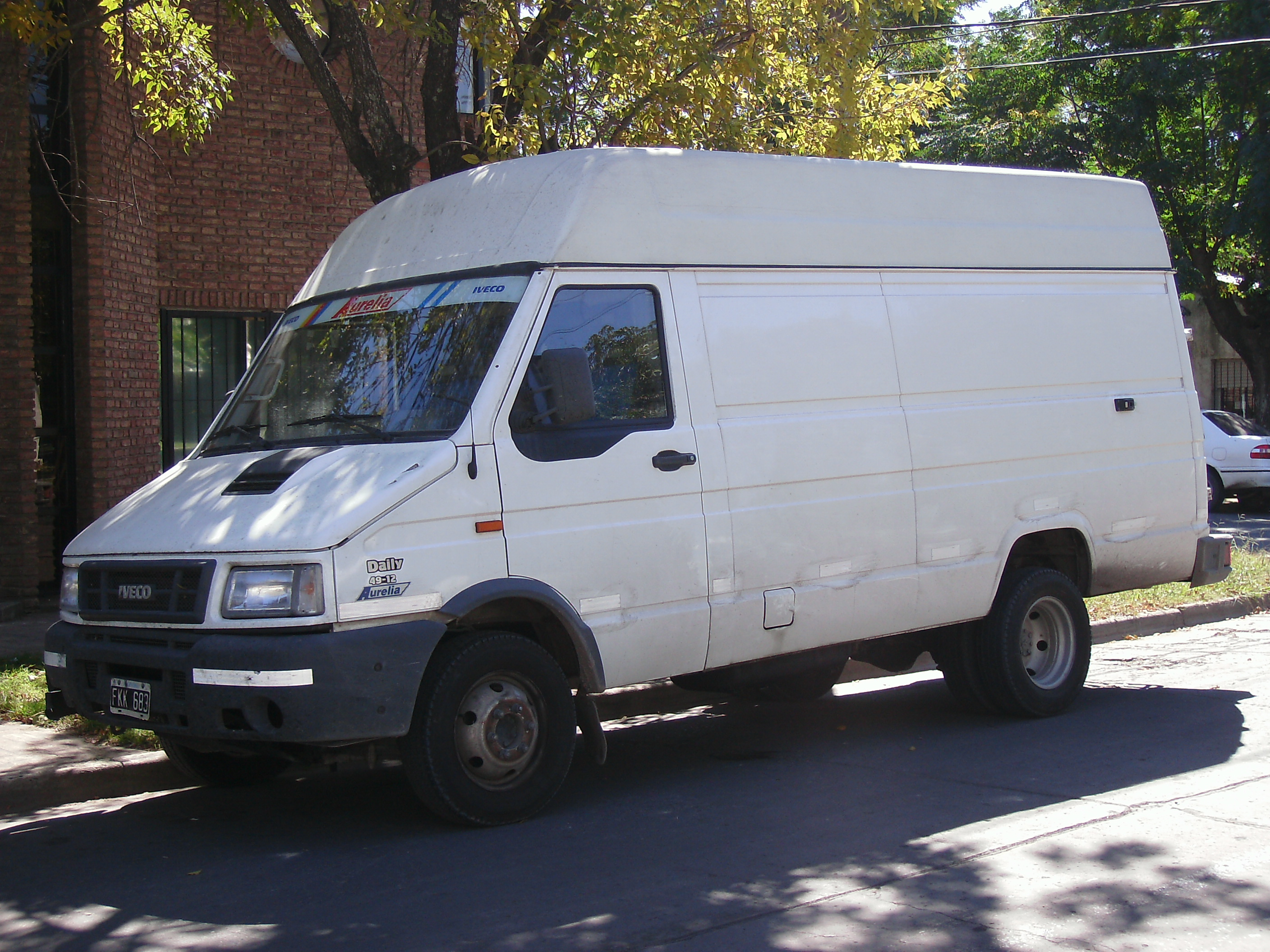
Коммерческий фургон IVECO TurboDaily

ЗАО «ИВЕКО-Мотор Сич» — предприятие с совместным капиталом в городе Запорожье, Украина. Специализируется на производстве автомобильных агрегатов. Также небольшими сериями выпускает коммерческие фургоны и микроавтобусы.

## История предприятия
ЗАО «ИВЕКО-Мотор Сич» было основано в июне 1996 года компанией IVECO и ОАО «Мотор Сич» для выпуска по итальянской лицензии турбодизельных моторов и коробок передач в различном исполнении, часть которых планировалось устанавливать на автомобили IVECO, производимые СП «ИВЕКО-КрАЗ».
В 2001 году было произведено свыше 8 тыс. коробок передач, в которых 85 % деталей — украинского производства.
В 2002 году предприятие начало выпуск коммерческих фургонов и микроавтобусов IVECO в связи с приостановлением их производства на СП «ИВЕКО-КрАЗ» в Кременчуге.
К 2012 году сборочное производство в Запорожье было свёрнуто.

## Продукция
- Дизельные двигатели IVECO 8140.23;
- Дизельные двигатели IVECO 8045.25.850;
- Коробки передач IVECO 2826.5;
- автофургоны IVECO TurboDaily 35Е10V (Фото);
- автофургоны IVECO TurboDaily 49E10V (Фото (недоступная ссылка));
- микроавтобусы IVECO TurboDaily A35.10C (Фото);
- микроавтобусы IVECO TurboDaily A40E10 (Фото (недоступная ссылка)).